# Saltatio Mortis
Saltatio Mortis (lateinisch für Totentanz) ist eine deutsche Mittelalter-Rock-Band.

## Geschichte

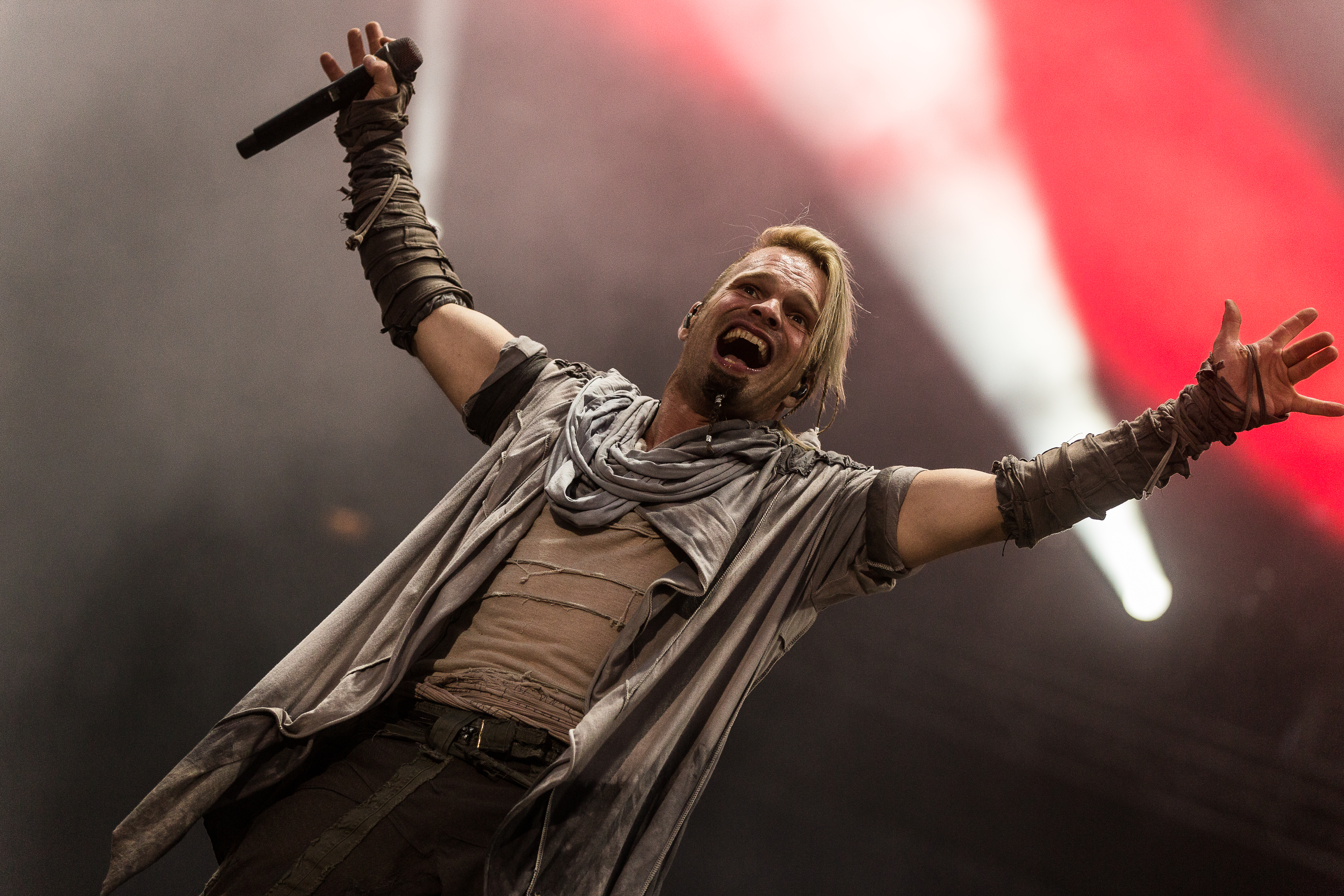
Jörg Roth auf dem Rockharz Open Air 2019

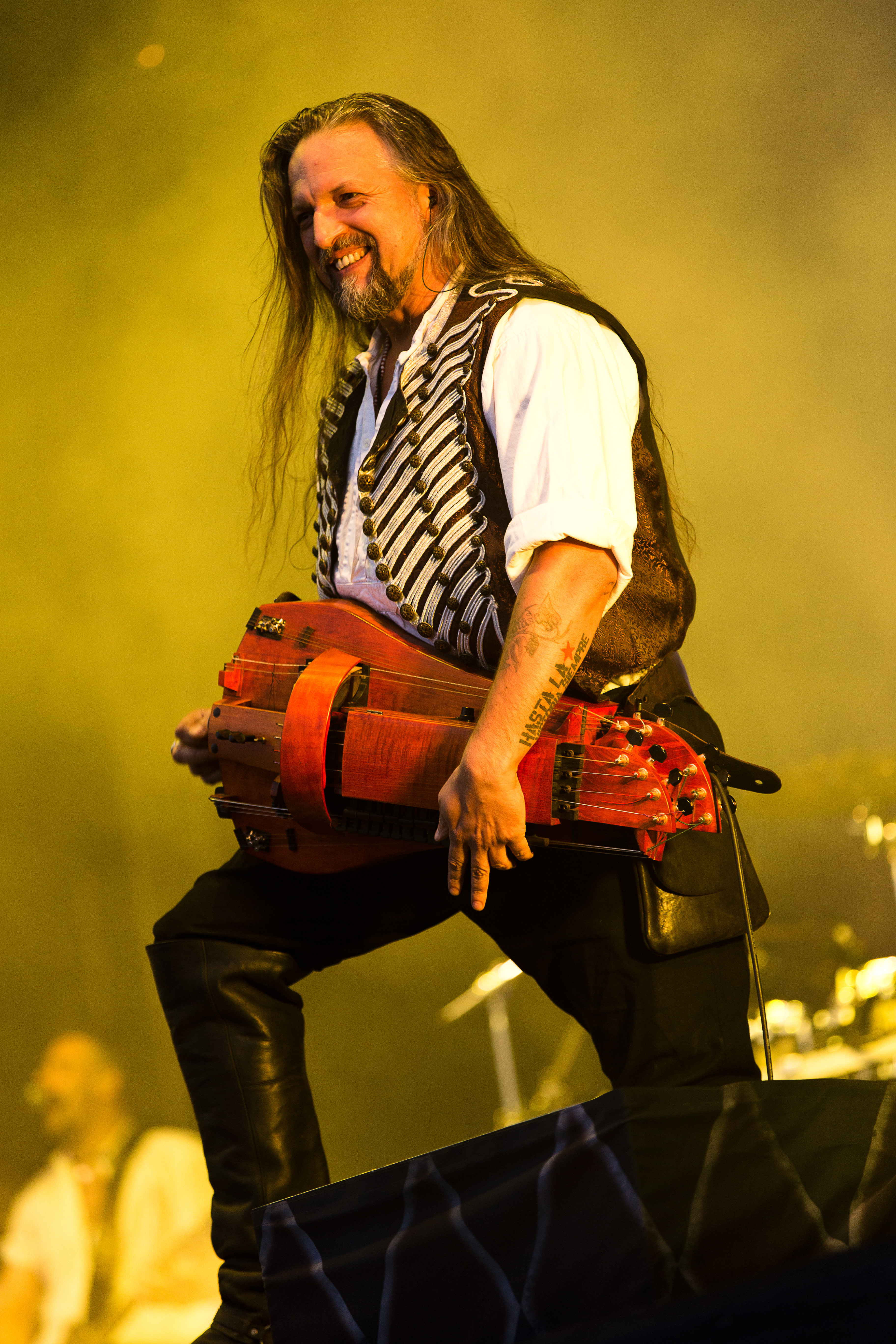
Gunter Kopf auf dem Rockharz 2016

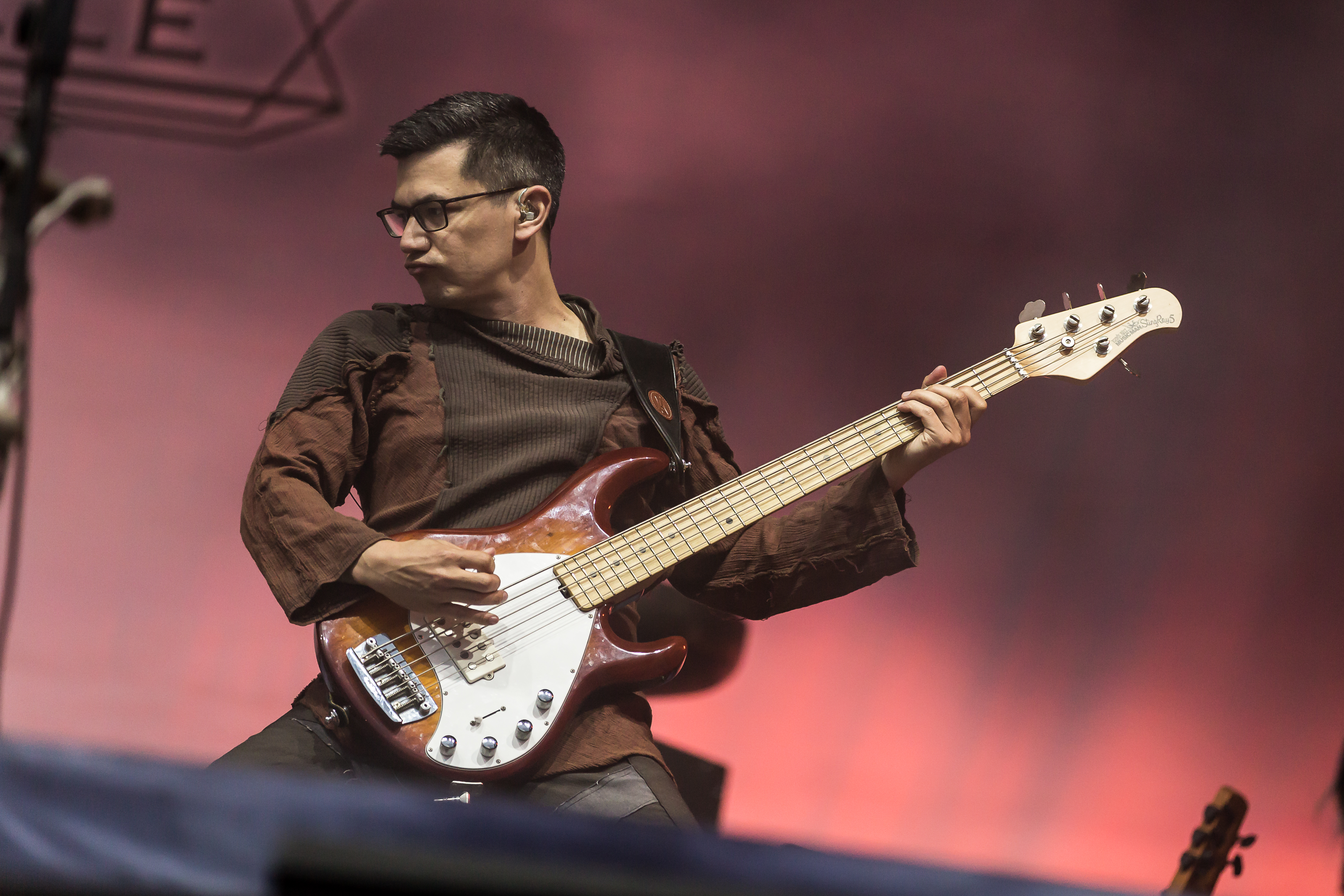
Frank Heim auf dem Rockharz 2019

Die Band wurde 2000 auf der Ronneburg gegründet und fing als reine Straßenmusikband an. Von den acht Mitgliedern der Originalbesetzung sind bis heute noch Sänger Jörg Roth (Alea der Bescheidene) und Drehleierspieler Gunter Kopf (Falk Irmenfried von Hasen-Mümmelstein) dabei. Zunächst trat die Band auf Mittelaltermärkten und als Straßenmusikband auf. Auch heute noch ist die Band, neben ihren Rockauftritten in Clubs und auf Festivals auf mittelalterlichen Veranstaltungen aller Art wie dem Mittelalterlich Phantasie Spectaculum von Gisbert Hiller aktiv.
Noch als Straßenmusikband nahm die Band 2001 ihr erstes Album Tavernakel auf. Dieses war zunächst lediglich dafür gedacht, es auf dem mittelalterlichen gotländischen Fest Medeltidsveckan in Visby/Schweden verkaufen zu können, um damit die Reisekosten bezahlen zu können. Nach den Erfahrungen mit der ersten CD und in Zusammenarbeit mit Lutz Demmler entstand 2002, zunächst als Experiment gedacht, das zweite Album Das Zweite Gesicht und fand in Napalm Records ein Musiklabel, das das erste moderne Album der Band am 2. September 2002 herausbrachte. Ab da wurden alle mittelalterlichen Alben der Band im Eigenlabel der Band und alle modernen Alben zunächst bei Napalm Records und später dann bei Universal Music veröffentlicht.
Das Album Das Zweite Gesicht brachte der Band eine szenenübergreifende Bekanntheit ein. Mit dem Mittelalter-Album Heptessenz (2. April 2003) und dem Rock-Album Erwachen (26. Januar 2004) etablierten sie sich in der Musik der Mittelalterszene. Es folgten am 31. Januar 2005 das Mittelalter-Live-Album Manufactum und am 29. August 2005 das Rockalbum Des Königs Henker. Auf letzterem Album behandelt die Band unter anderen die Themen Humanismus, Freiheit und Menschenwürde. Die Verwendung dieser Themen verstärkte sich in der Folgezeit und wurde zu einem Markenzeichen der Band. Mit dem Album Des Königs Henker begann die Band ihren rockigen Stil zu entwickeln und verzichtet seitdem auf den Einsatz elektronischer Komponenten. Auch die aus elektronischen Zeiten stammenden Titel wurden in der Folgezeit zu Rocksongs umgeschrieben.
Im Oktober 2006 verließen Dominik Pawlat, Mark Sattel und Holger Becker die Band. In den nächsten zwei Jahren orientierte sich die Band personell und inhaltlich neu, spielte verstärkt Rockauftritte auf Festivals und präsentierte am 31. August 2007 mit dem Rockalbum Aus der Asche das wegweisende und bis zu diesem Zeitpunkt erfolgreichste Album der Bandgeschichte. Gleichwohl legen Saltatio Mortis auf ihre Wurzeln Wert und spielen weiterhin akustisch auf mittelalterlichen Märkten und als Straßenmusikanten.
Bassist Frank Heim (Bruder Frank) ist seit 2007 festes Bandmitglied, hatte aber bereits seit Dezember 2006 mit der Band gespielt. Daneben schlossen sich noch Bastian Brenner (Cordoban der Verspielte, Dudelsack) und Michael Reinbacher (Mik el Angelo, Gitarre) der Band an. Im Herbst 2007 verließ Reinbacher die Band und Michael Kaufmann (Herr Dr. B. Samoel) kam im November als neuer Gitarrist hinzu. Im Februar 2009 verkleinerte sich die Band vorübergehend zum Sextett. Thoron Trommelfeuer und Cordoban der Verspielte verließen die Band. Doch stieß im selben Jahr Jan Mischon (Jean Méchant, Schlagzeug und Perkussion) zur Band, der unter anderem zugleich Schlagzeuger der Band Abandoned war.
Am 28. August 2009 wurden das Album Wer Wind sæt veröffentlicht, das den eingeschlagenen Rockstil fortsetzte. Es kam nach der ersten Verkaufswoche auf Platz zehn der deutschen Album-Charts. Auf dem Album befindet sich der Song Salome, ein Duett von Jörg Roth mit Doro Pesch. Nach drei Rockalben wurde am 30. April 2010 mit Manufactum II wieder ein Live-Album mit rein akustischer Mittelalter-Marktmusik veröffentlicht. Im selben Jahr trennten sich die Band und Florian Lacina (Magister Flux, Pyrotechnik und Design). Am 1. April 2011 erschien die DVD Wild und Frei von dem am 15. Oktober 2010 in Wuppertal aufgezeichneten Jubiläums-Konzert, bei dem neben den ehemaligen Mitgliedern Bastian Brenner und Kai Rodenberger auch Gastmusiker wie Doro Pesch, Eric Fish und „Dr. Pest“ (Die Apokalyptischen Reiter) mitwirkten. Seit April 2011 unterstützt Robin Biesenbach (Luzi das L, Dudelsack), der bis Ende 2010 Mitglied der Band Schelmish war, die Band bei ihren Akustik- und Rockshows. Am 2. September 2011 wurde das Album Sturm aufs Paradies veröffentlicht.
Im November 2012 verließ Michael Kaufmann die Band. Till Grohe (Till Promill), der vorher bei den Bands Supernova Plasmajets, Someone Else und Sensles spielte, nahm die Position des Gitarristen ein. Am 5. April brachte die Band mit Manufactum III abermals ein Live-Album mit rein akustischer Mittelalter-Marktmusik heraus. Am 16. August 2013 wurde das Album Das Schwarze IxI veröffentlicht, das auf Platz 1 der deutschen Albumcharts einstieg. Am 13. Dezember 2013 erschien die Blu-ray Provocatio mit einer dreistündigen Show, die auf dem Mittelalterlich Phantasie Spectaculum in Hamburg-Öjendorf aufgenommen wurde.
Am 14. August 2015 erschien das Album Zirkus Zeitgeist, das ebenfalls auf Platz 1 der deutschen Albumcharts einstieg. Für das Album wurde der Band im August 2018 die Goldene Schallplatte verliehen. Am 27. November 2015 wurde das Akustik-Album Zirkus Zeitgeist – Ohne Strom und Stecker veröffentlicht. Am 1. April 2016 erschien Zirkus Zeitgeist – Live aus der Großen Freiheit, ein kompletter Konzertmitschnitt auf DVD und CD. Am 17. Juni 2016 wurde Licht und Schatten – Best of 2000–2014 inklusive dreier neuer Songs als (Mediabook) Doppel-CD (Audio-CD) veröffentlicht, das auf Platz 8 der deutschen Albumcharts einstieg. Im selben Jahr wurde die Band zudem für den Musikpreis Echo nominiert.
Am 17. August 2018 erschien das Album Brot und Spiele, das – wie schon die beiden vorhergehenden Studioalben – auf Platz 1 der deutschen Albumcharts einstieg. Dazu wurden die Videos „Große Träume“ und „Brunhild“ vorab veröffentlicht. Am 22. März 2019 veröffentlichte die Band das Album Brot und Spiele – Klassik & Krawall, das die Songs von Brot und Spiele in neuen Arrangements und Instrumentierungen mit klassischen Instrumenten enthält. Außerdem finden sich auf der Box Aufnahmen eines Konzertes der Band vom 3. November 2018 aus der Oberhausener Turbinenhalle.
Am 18. März 2021 gab die Band bekannt, dass Gleichmann aus dem aktiven Tourleben der Band ausscheiden wird, um sich mehr seiner Familie widmen zu können. Er gab an, dennoch weiterhin im Management der Band und beim Songwriting aktiv zu bleiben.
Am 26. Februar 2025 trennten sich die Wege von Saltatio Mortis und Biesenbach (Luzi das L) aus persönlichen Gründen, die Band betonte hierbei in ihrem Instagram-Post, dass diese Entscheidung jedoch komplett unabhängig von der zuvor kürzlich bekanntgemachten Depression Luzis gefällt wurde.
Weitere Hintergründe zur Trennung werden im Podcast der Band "Met und Moshpit" (Folge 94) erleutert.

## Stil
Der Stil lässt sich als Mittelalter-Rock oder Folk-Rock beschreiben. Die Texte widmen sich der Kritik an der Obrigkeit und der Betonung von ideellen Werten. Saltatio Mortis verwenden in ihrer Musik sowohl traditionelle Instrumentierung als auch Rockeinflüsse. Ursprünglich waren auch elektronische Rhythmen vertreten, ähnlich wie bei der Band Tanzwut. Inhaltlich werden hauptsächlich eigene Texte verwendet. Auf den Rockalben sind nur wenige traditionelle Texte vorhanden. Nach Des Königs Henker wurde 2007 erneut ein Album mit Mittelalter-Rock Aus der Asche veröffentlicht.
Daneben spielt die Band in loser Folge akustische Konzerte der sog. Marktmusik. Pate hierfür stehen ihre Konzertalben Manufactum (2005), Manufactum II (2010) und Manufactum III (2013) sowie die Konzert-DVD Provocatio – Live auf dem Mittelaltermarkt (2013).

## Politisches Engagement
Obwohl Saltatio Mortis eine Mittelalter-Rock-Band ist, handeln die Texte der Band nicht allein von mittelalterlichen Themen; vielmehr findet das politische Engagement der Band häufig Eingang in die Texte. So ist Fiat Lux vom Album Sturm aufs Paradies zum Beispiel ein Anti-Atomkraft-Lied in mittelalterlicher Metaphorik. Im Album Wer Wind sät kritisiert die Band die (zunehmende) Unmündigkeit und Nepotismus in der heutigen Zeit, in Form ihres Liedes Manus Manum Lavat (dt. eine Hand wäscht die andere). Mit dem Lied Nachts weinen die Soldaten kritisiert die Band am Beispiel der Einzelschicksale der namenlosen Soldaten im Ersten Weltkrieg „de[n] Irrglauben, dass Krieg eine Lösung sei.“
Im Zusammenhang mit ihrem 2013 erschienenen Lied Wachstum über alles veröffentlichten Saltatio Mortis einen offenen Brief. In diesem kritisieren sie unter anderem das Streben der Wirtschaft nach Gewinnmaximierung und die ungerechte Einkommensverteilung in Deutschland. In diesem Lied verwendeten sie ganz bewusst die erste Strophe des Lieds der Deutschen, „um aus der alten Hymne eine neue zu machen, eine Hymne, die uns hoffentlich in eine gerechtere und fairere Welt führt“. Die Band wollte mit diesem Stilmittel zum Denken und zum Handeln auffordern. Zugleich weisen sie darauf hin, dass sie ein „entschiedener Gegner jeglicher rechter, deutsch-nationaler Gedanken“ sind. Im Lied Augen zu verwendeten sie Melodie und Struktur des bekannten Horst-Wessel-Lieds, um in besonders deutlicher Weise die geringer werdende öffentliche Meinungsäußerung insbesondere gegen rechte Tendenzen zu kritisieren (siehe auch Schweigespirale). In dem Album Brot und Spiele prangert die Band in dem Lied Besorgter Bürger den Einfluss sozialer Medien auf die öffentliche Diskussion an und das Phänomen, dass der eigentliche Wortsinn des besorgten Bürgers, nämlich jemand, der Sorge trägt um das Gemeinwesen Staat, verloren gegangen sei, weil der Begriff von rechts gekapert worden sei. Saltatio Mortis unterstützt Sea Shepherd und ruft ihre Fans dazu auf, diese oder andere Hilfsorganisationen zu unterstützen.

## Diskografie
Studioalben

| Jahr | Titel Musiklabel                                                                                    | Höchstplatzierung, Gesamtwochen, AuszeichnungChartplatzierungen (Jahr, Titel, Musiklabel, Platzierungen, Wochen, Auszeichnungen, Anmerkungen) | Höchstplatzierung, Gesamtwochen, AuszeichnungChartplatzierungen (Jahr, Titel, Musiklabel, Platzierungen, Wochen, Auszeichnungen, Anmerkungen) | Höchstplatzierung, Gesamtwochen, AuszeichnungChartplatzierungen (Jahr, Titel, Musiklabel, Platzierungen, Wochen, Auszeichnungen, Anmerkungen) | Anmerkungen |
| Jahr | Titel Musiklabel                                                                                    | DE | AT | CH | Anmerkungen |
| ---- | --------------------------------------------------------------------------------------------------- | --- | --- | --- | --- |
| 2001 | Tavernakel Eigenvertrieb                                                                            | — | — | — | Erstveröffentlichung: 28. Mai 2001                                                                                             |
| 2002 | Das zweite Gesicht Napalm Records                                                                   | — | — | — | Erstveröffentlichung: 2. September 2002                                                                                        |
| 2003 | Heptessenz – Marktmusik des Mittelalters Saltatio Mortis Produktion                                 | — | — | — | Erstveröffentlichung: 2. April 2003                                                                                            |
| 2004 | Erwachen Napalm Records                                                                             | — | — | — | Erstveröffentlichung: 26. Januar 2004                                                                                          |
| 2005 | Des Königs Henker Napalm Records                                                                    | DE54 (1 Wo.)DE | — | — | Erstveröffentlichung: 29. August 2005                                                                                          |
| 2007 | Aus der Asche Napalm Records                                                                        | DE29 (2 Wo.)DE | — | — | Erstveröffentlichung: 31. August 2007                                                                                          |
| 2009 | Wer Wind sæt Napalm Records                                                                         | DE10 (4 Wo.)DE | — | — | Erstveröffentlichung: 28. August 2009                                                                                          |
| 2011 | Sturm aufs Paradies Napalm Records                                                                  | DE3 (5 Wo.)DE | AT60 (1 Wo.)AT | CH84 (1 Wo.)CH | Erstveröffentlichung: 2. September 2011                                                                                        |
| 2013 | Das schwarze IxI Napalm Records                                                                     | DE1 (5 Wo.)DE | AT25 (1 Wo.)AT | CH44 (1 Wo.)CH | Erstveröffentlichung: 16. August 2013                                                                                          |
| 2015 | Zirkus Zeitgeist / Zirkus Zeitgeist – Ohne Strom und Stecker Napalm Records • Vertigo Records (UMG) | DE1 Gold · (23 Wo.)DE | AT9 (2 Wo.)AT | CH13 (3 Wo.)CH | Erstveröffentlichung: 14. August 2015 (Studioalbum) Erstveröffentlichung: 27. November 2015 (Akustikalbum) Verkäufe: + 100.000 |
| 2018 | Brot und Spiele / Brot und Spiele – Klassik & Krawall Vertigo Records (UMG)                         | DE1 (26 Wo.)DE | AT8 (4 Wo.)AT | CH6 (3 Wo.)CH | Erstveröffentlichung: 17. August 2018 (Studioalbum) Erstveröffentlichung: 22. März 2019 (Klassik-/Livealbum)                   |
| 2020 | Für immer frei Vertigo Records (UMG)                                                                | DE1 (19 Wo.)DE | AT11 (2 Wo.)AT | CH11 (3 Wo.)CH | Erstveröffentlichung: 9. Oktober 2020                                                                                          |
| 2024 | Finsterwacht Prometheus Records (RTD)                                                               | DE1 (3 Wo.)DE | AT5 (1 Wo.)AT | CH13 (1 Wo.)CH | Erstveröffentlichung: 7. Juni 2024                                                                                             |

## Trivia
Die meisten Namen der Bandmitglieder kommen in Rollenspielabenteuern des Fantasyrollenspiels Das Schwarze Auge als Nicht-Spieler-Charakter (NSC) vor: Firun wählt und Stadt der 1000 Augen (aus dem Sammelband Ehrenhändel und Kreise der Verdammnis), sowie dem Abenteuerband Das Jahr des Feuers – Schlacht in den Wolken.
Timo Gleichmann und Gunter Kopf waren außerdem mehrfach als Autoren für Das Schwarze Auge tätig. 
Lasterbalk der Lästerliche, Falk Irmenfried von Hasen-Mümmelstein und Cordoban der Verspielte liehen im Computerspiel Das Schwarze Auge: Drakensang NSCs ihre Stimme.
Der DSA-Bezug kulminierte schließlich 2024 in einem gemeinsamen Projekt von Saltatio Mortis und Ulisses Spiele und einem aufwändigen Musikvideo für den Song "Finsterwacht".
2013 wurde das Artbook Arteficium I zum Album Das Schwarze IxI veröffentlicht.
2014 erschien der Band 1 des Comics Saltatio Mortis – Das Geheimnis des schwarzen IXI: Die Erzkanzlerin, in dem die Bandmitglieder von Saltatio Mortis in ihrer Bühnenkleidung von der IXI-Tour als Comic-Figuren auftreten.
Die Band veröffentlicht auf ihrer Homepage seit dem 16. Oktober 2014 die Comicstrip-Serie SALTATIO MORTIS & COmic, deren Hauptpersonen die Bandmitglieder sind.
2015 gab Sonic Seducer die limitierte Saltatio Mortis Chronik heraus. Darin befinden sich überarbeitete, im Magazin Sonic Seducer seit Bestehen der Band erschienene Artikel über die Band sowie neues Fotomaterial.
2022 veröffentlichte die Band im Duett mit Lara Loft The Dragonborn Comes, den Song aus dem Videospiel The Elder Scrolls V: Skyrim, anlässlich dessen 10-jährigen Jubiläums.